# Capitán Meza
Capitán Meza è un centro abitato del Paraguay, nel dipartimento di Itapúa. La località forma uno dei 30 distretti in cui è suddiviso il dipartimento.

## Popolazione
Al censimento del 2002 Capitán Meza contava una popolazione urbana di 499 abitanti (10.384  nel distretto), secondo i dati della Dirección General de Estadística, Encuestas y Censos.

## Storia
Fondata nel 1907 con il nome di Yaguarasapá e popolata soprattutto da coloni di origine tedesca, la località è stata elevata alla categoria di distretto nel 1955. Il nome è un omaggio al capitano Pedro Ignacio Meza (1813–1865), comandante della flotta fluviale paraguaiana durante la guerra della Triplice Alleanza.